# True Love Will Never Fade
True Love Will Never Fade è un brano musicale di Mark Knopfler, distribuito come singolo nel 2007 in Europa; è inoltre la traccia d'apertura dell'album Kill to Get Crimson.
Il musicista britannico interpreta la canzone utilizzando una chitarra Teisco Spectrum 5.